# Rabri Devi
Rabri Devi (ur. 1959) – indyjska polityk, trzykrotna premier rządu stanowego Biharu (1997 - 1999, 1999 - 2000 i 2000 - 2005).